# Parapsyra muricetincta
Parapsyra muricetincta är en insektsart som beskrevs av Heinrich Hugo Karny 1926. Parapsyra muricetincta ingår i släktet Parapsyra och familjen vårtbitare. Inga underarter finns listade i Catalogue of Life.